# 莫三比克鬚鰻
莫三比克鬚鰻為輻鰭魚綱鰻鱺目糯鰻亞目蛇鰻科的其中一種，分布於西印度洋莫三比克及馬達加斯加海域，體長可達23公分，棲息於底層水域，屬肉食性，生活習性不明。

## 擴展閱讀
維基物種上的相關：莫三比克鬚鰻